# Placówka Straży Celnej „Zamostne”

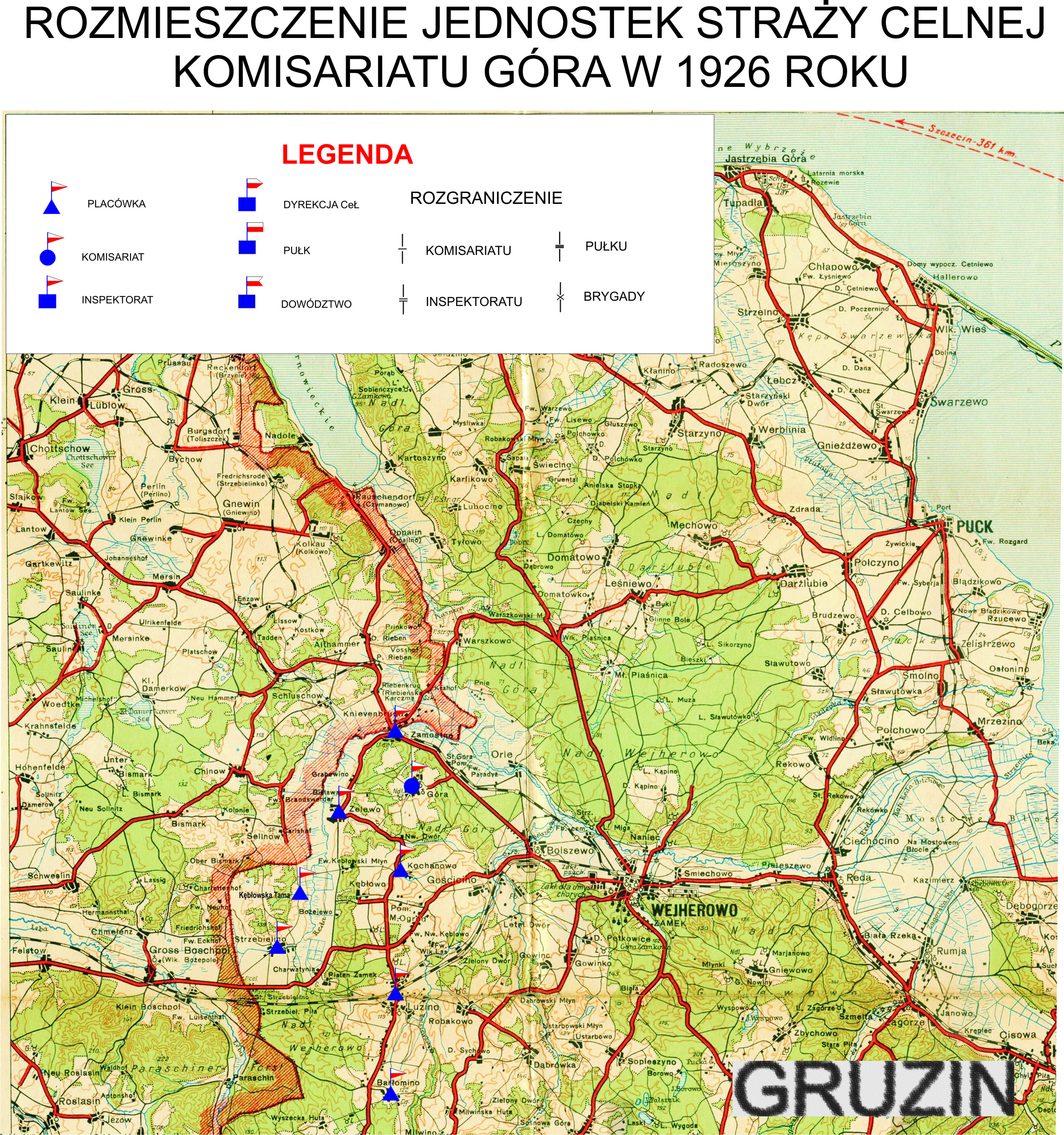
Komisariat SC Góra

Placówka Straży Celnej „Zamostne” – jednostka organizacyjna Straży Celnej pełniąca w okresie międzywojennym służbę ochronną na granicy polsko-niemieckiej.

## Formowanie i zmiany organizacyjne
Na wniosek Ministerstwa Skarbu, uchwałą z 10 marca 1920 roku, powołano do życia Straż Celną. Jednostki Straży Celnej rozpoczęły przejmowanie odcinków granicy od pododdziałów Batalionów Celnych. W 1921 roku w Górze stacjonował sztab 4 kompanii 19 batalionu celnego. 4 kompania celna wystawiła między innymi placówkę w Zamostnie. Proces tworzenia Straży Celnej trwał do końca 1922 roku. Placówka Straży Celnej „Zamostne” weszła w podporządkowanie komisariatu Straży Celnej „Góra” z Inspektoratu SC „Wejherowo”.
W drugiej połowie 1927 roku przystąpiono do gruntownej reorganizacji Straży Celnej. W praktyce skutkowało to rozwiązaniem tej formacji granicznej. Ochronę północnej, zachodniej i południowej granicy państwa przejęła powołana z dniem 2 kwietnia 1928 roku Straż Graniczna.
Rozkazem nr 2 z 19 kwietnia 1928 roku w sprawie organizacji Pomorskiego Inspektoratu Okręgowego dowódca Straży Granicznej gen. bryg. Stefan Pasławski określił strukturę organizacyjną komisariatu SG „Wejherowo”. Placówka Straży Granicznej I linii „Zamostne” znalazła się w jego strukturze.

## Służba graniczna
Sąsiednie placówki
- placówka Straży Celnej „Orle” ⇔ placówka Straży Celnej „Zelewo” – 1926[9]

## Funkcjonariusze placówki
Kierownicy placówki
| stopień    | imię i nazwisko, numer | okres pełnienia służby | kolejne stanowisko |
| ---------- | ---------------------- | ---------------------- | ------------------ |
| przodownik | Józef Nowaczyk (753)   | był w 1926             |                    |

Obsada personalna placówki w 1926:
- przodownik Józef Nowaczyk (753)
- starszy strażnik Tomasz Gruchot (2850)
- strażnik Andrzej Kaczmarek (608)
- strażnik Feliks Martyński (351)
- strażnik Leonard John (588)
- strażnik Jan Pałkowski (904)